# Nibbiola
Nibbiola település Olaszországban, Piemont régióban, Novara megyében. Lakosainak száma 811 fő (2023. január 1.). Nibbiola Garbagna Novarese, Novara, Terdobbiate, Vespolate és Granozzo con Monticello községekkel határos.

## Népesség
A település lakossága az elmúlt években az alábbi módon változott:
| Lakosok száma | 791  | 809  | 811  |
|               | 2017 | 2018 | 2023 |